# Royal Ixelles SC
Royal Ixelles Sporting Club w skrócie Royal Ixelles SC – belgijski klub piłkarski, grający niegdyś w trzeciej lidze belgijskiej, mający siedzibę w mieście Ixelles.

## Historia
Klub został założony w 1909 roku jako Club Athletique Corpore Sana d'Ixelles. W 1926 roku doszło do zmiany nazwy klubu na Ixelles Sporting Club (Ixelles (SC). Z kolei w 1935 roku do nazwy klubu dopisano słowo Royale i od tego czasu klub nazywa się Royal Ixelles Sporting Club). W swojej historii klub spędził 15 sezonów na poziomie trzeciej ligi. 

## Stadion
Domowe mecze klub rozgrywał na stadionie o nazwie Stade Albert Demuyter, położonym w mieście Ixelles. Stadion może pomieścić 2000 widzów.

## Reprezentanci kraju grający w klubie
Stan na listopad 2021
| - Henri Dirickx - Marius Mondelé - Joseph Nelis | - Jacques Teugels - Kylian Yrnard |